# OGLE-TR-182
OGLE-TR-182 是一個位在船底座的恆星，距離地球12700光年之遠，目前發現一個環繞著它的行星叫OGLE-TR-182b